# Stegodyphus africanus
Stegodyphus africanus är en spindelart som först beskrevs av John Blackwall 1866.  Stegodyphus africanus ingår i släktet Stegodyphus och familjen sammetsspindlar. Inga underarter finns listade i Catalogue of Life.